# Верт
Верт (њем. Wört) општина је у њемачкој савезној држави Баден-Виртемберг. Једно је од 42 општинска средишта округа Осталб. Према процјени из 2010. у општини је живјело 1.413 становника. Посједује регионалну шифру (AGS) 8136084.

## Географски и демографски подаци
Верт се налази у савезној држави Баден-Виртемберг у округу Осталб. Општина се налази на надморској висини од 455 метара. Површина општине износи 18,2 km². У самом мјесту је, према процјени из 2010. године, живјело 1.413 становника. Просјечна густина становништва износи 78 становника/km².